# 野口陽一
野口 寅次郎（のぐち とらじろう、本名：野口 陽一（のぐち よういち）、1950年3月7日 - ）は、日本のお笑い芸人。東京都新宿区生まれ。

## 人物
NTTの関連会社勤務の傍ら、「5時から芸人」、「サラリーマン芸人」と称してものまね漫談を披露していた。現在は寅さんのものまねを中心に活動をしている。ボーイズバラエティ協会所属。元東京都ヘブンアーティスト。東京善意銀行会員（東京都社会福祉協議会）。血液型はAB型。別名義に「野口よういち」がある。

## 来歴

### 芸人デビュー
埼玉県立与野高等学校を卒業し、大学に入るために浪人するも2浪して諦め、フリーターを経てNTTグループ関連会社に就職する。芸人を目指した理由は、1979年4月に声帯模写の桜井長一郎が主催者であり、上野本牧亭で行われた第1回おおむの会のものまねコンテストでグランプリを獲得したことに始まる。1980年4月に上野鈴本演芸場で行われていた牧伸二漫談教室に入門した。
その後、テレビ朝日の「ザ・テレビ演芸」に出演し、テニスプレーヤーのジョン・マッケンローをもじった「マッケンジョー」の芸名でラケットを片手にものまねコントを披露することになったが、緊張のあまり酒を飲みネタを忘れ司会の横山やすしに激怒された。いまだに明石家さんまが、その時のことを話題にすることがある。その後は充電期間となり、その間に筑波サーキットの自動車レースにレースクィーンをプロモートしていた。1993年5月に「お笑いのぐち組」を結成し，1995年11月より同メンバーらと江東区の「つるの湯 銭湯寄席」を開始する。また、当時は柴又帝釈天の鳳翔会館で庚申の日（60日に一回の縁日）に行われる「柴又こうしん演芸」の創始者にもなっている。

### 車寅次郎のモノマネでブレイク
1997年2月、ゆうばり映画祭「寅さんなりきりコンテスト」で準優勝した。
1996年8月より週末（毎月第2・第4土曜日）に行っている「柴又寅さんガイド」では、「男はつらいよ」の寅さんになりきって柴又のボランティアガイドを今日まで続けている。
こうした活動に対して2002年故渥美清七回忌追悼献花式において山田洋次から、直々に感謝状を手渡された。
ボランティアガイドは、柴又帝釈天参道（神明会）の各店舗及び地元の方から信頼されている。
2002年、プロ芸人集団「ボーイズバラエティ協会」へ入会が許可され、浅草東洋館や新宿末広亭の寄席に出演を開始し、積極的に寅さんのものまねを通してメディアに出演している。
2007年から2008年にかけて、ANAスカイホリデーのツアー企画「寅さんを演じる感動案内人と行く柴又散策」で感動案内人として柴又の案内をする。
2007年頃に柴又帝釈天の節分祭における力士などと共に豆まきのメンバーとなり、以後毎年豆まきのメンバーとして節分祭に参加している。
2009年、映画「アニと僕の夫婦喧嘩」に出演した。
2013年1月、芸名を「野口寅次郎」に改めたことを記念し、上野広小路亭において襲名披露公演を行った。
2012年11月から2014年4月にかけて、東日本大震災による東北の被災地復興支援チャリティとして、都電荒川線の電車を貸切り、電車内で「都電ライブ」公演を5年連続で行った。
2014年1月26日、金町消防署主催の柴又帝釈天の文化財防火デーのイベントとして、一日寅さん消防所長を務め、その後も毎年消防隊長を務めている。
2015年1月、お江戸日本橋亭において「新春寅さん早朝寄席」公演を行った。
2015年より、毎月10日（フーテンの日）の寅さんの日に「寅さんファミリー（リリー、さくら、博、おいちゃん）」と共に帝釈天参道でアッピールを行っていた。

### 近年の活動
2018年、週間「FLASH」11月20日号に当時の片山さつき大臣と「大臣はつらいよ」の記事でツーショット写真が掲載される。2019年、週間「エコノミスト」問答有用（聞き手：大宮知智信）に物まね漫談家として掲載された。同年10月29日、文化放送「大竹まこと ゴールデンラジオ!」の番組中「大竹発見伝」において「寅さんのいる町柴又」で取り上げられ活動と略歴が紹介される。同年11月8日、金町消防署において「文化財防火デー、一日寅さん消防隊長」を10年勤めたことに対し、消防所長から表彰を受ける。
2019年10月、柴又6丁目の自宅兼事務所一室を，区の許可を得て，セミナー室として開放し、寅さんの心を学びお笑いや物まねを志すファンのために「お笑い寅さん塾」を開催している。
2021年1月31日、柴又の老舗「川甚」の閉店に駆けつけ、寅さん映画の第1作の妹さくらの結婚式の舞台であったとのコメントがマスコミに取り上げられた。
2022年9月21日，深川江戸資料館において開催された「有遊会スペシャル」に出演。
2022年10月８日，「新小岩駅東北ひろばまつり」において祭りイベントの寅さん司会を務めた。
2022年10月29日，30日，「寅さんサミット」に参加した。
2023年４月９日、長野市「北野文芸座」において開催された「りんご学園春祭り」に出演し、平沢勝栄先生、有田芳生先生、杉尾秀哉先生のバトルトークショーにおいて、新ネタ「平沢勝栄モノマネ」を披露し、平沢勝栄先生から、モノマネの公認をいただいた。
2023年6月４日，「葛飾菖蒲まつり」（水元公園）において寅さん物まね漫談で出演した。
2023年11月3日，4日，「寅さんサミット」に参加した。
2023年11月11日，「新小岩駅東北ひろばまつり」において祭りイベントの寅さん司会を務めた。
2024年6月2日，「葛飾菖蒲まつり」（水元公園）において寅さん物まね漫談で出演した。
2024年10月5日，「新小岩駅東北ひろばまつり」において祭りイベントの寅さん司会を務めた。
2024年11月2日，3日，「寅さんサミット」に参加した。
2024年6月1日，「葛飾菖蒲まつり」（水元公園）において寅さん物まね漫談で出演した。
- 2004年3月27日放送、フジテレビ「もしもツアーズ」「30分でわかる!寅さんの町柴又ツアー」[3]。
- 2008年8月5日放送、TOKYO MX「TOKYO BOY」石原慎太郎知事（当時）、テリー伊藤と柴又ガイド。
- 2008年10月11日放送、NHKラジオ第1「どよう楽市」にゲスト出演。
- 2009年9月12日放送、朝日放送制作・テレビ朝日系「朝だ!生です旅サラダ」柴又の紹介に登場。
- 2011年2月14日放送、BS-TBS「吉田類の酒場放浪記」柴又「酒場春」
- 2012年4月11日放送、テレビ東京「7スタLIVE」柴又ぶらり
- 2014年6月17日放送、フジテレビ「バイキング」平成ノブシコブシとともに柴又参道の様子をリポート。
- 2015年10月17日放送、NHKテレビ「NHK歌謡コンサート」柴又から都はるみ、佐藤蛾次郎と出演。
- 2017年6月25日放送、フジテレビ「フルタチさん」人生の先輩に教えて欲しい!「究極の2択・人生の教訓」大調査SP
- 2018年5月19日放送、日本テレビ「天才!志村どうぶつ園」